# Fondation groupe EDF
 (juillet 2024).
La mise en forme du texte ne suit pas les recommandations de Wikipédia : il faut le « wikifier ».
Les points d'amélioration suivants sont les cas les plus fréquents. Le détail des points à revoir est peut-être précisé sur la page de discussion.
- Les titres sont pré-formatés par le logiciel. Ils ne sont ni en capitales, ni en gras.
- Le texte ne doit pas être écrit en capitales (les noms de famille non plus), ni en gras, ni en italique, ni en « petit »…
- Le gras n'est utilisé que pour surligner le titre de l'article dans l'introduction, une seule fois.
- L'italique est rarement utilisé : mots en langue étrangère, titres d'œuvres, noms de bateaux, etc.
- Les citations ne sont pas en italique mais en corps de texte normal. Elles sont entourées par des guillemets français : « et ».
- Les listes à puces sont à éviter, des paragraphes rédigés étant largement préférés. Les tableaux sont à réserver à la présentation de données structurées (résultats, etc.).
- Les appels de note de bas de page (petits chiffres en exposant, introduits par l'outil «  Source ») sont à placer entre la fin de phrase et le point final[comme ça].
- Les liens internes (vers d'autres articles de Wikipédia) sont à choisir avec parcimonie. Créez des liens vers des articles approfondissant le sujet. Les termes génériques sans rapport avec le sujet sont à éviter, ainsi que les répétitions de liens vers un même terme.
- Les liens externes sont à placer uniquement dans une section « Liens externes », à la fin de l'article. Ces liens sont à choisir avec parcimonie suivant les règles définies. Si un lien sert de source à l'article, son insertion dans le texte est à faire par les notes de bas de page.
- La présentation des références doit suivre les conventions bibliographiques. Il est recommandé d'utiliser les modèles {{Ouvrage}}, {{Chapitre}}, {{Article}}, {{Lien web}} et/ou {{Bibliographie}}. Le mode d'édition visuel peut mettre en forme automatiquement les références.
- Insérer une infobox (cadre d'informations à droite) n'est pas obligatoire pour parachever la mise en page.

Pour une aide détaillée, merci de consulter Aide:Wikification.
Si vous pensez que ces points ont été résolus, vous pouvez retirer ce bandeau et améliorer la mise en forme d'un autre article.
La Fondation groupe EDF est une fondation d'entreprise qui soutient des projets d'intérêt général en France et à l’international.
Créée en 1987 sous le nom de Fondation Electricité de France et devenue Fondation groupe EDF en 2020, elle compte quatre membres fondateurs : EDF SA, EDF power solutions, Dalkia et Enedis.
Depuis 2025, la direction de la Fondation est assurée par Bernard Fontana, président-directeur général d’EDF. Depuis décembre 2023, son délégué général est Alexandre Perra.

## Localisation
Le siège de la Fondation est situé à Paris, dans une ancienne sous-station électrique érigée en 1910. Ce lieu accueille des expositions temporaires explorant des thématiques sociétales à travers le regard et les créations d'artistes contemporains.

## Historique
La Fondation EDF est créée en 1987 par Marcel Boiteux, président de l'entreprise.
Depuis 2024, la fondation œuvre à la transition écologique et sociale, sous la signature Éclairons les avenirs. Elle se consacre à promouvoir l'égalité des chances et à accompagner les individus dans leur développement personnel et professionnel[source secondaire souhaitée].
La fondation soutient des projets dans les domaines de l'éducation, de la formation, et de l'action écocitoyenne. Elle œuvre également pour favoriser le dialogue et l'esprit critique à travers des initiatives culturelles et artistiques, notamment en organisant des expositions d'art contemporain sur des sujets de société, certaines d'entre elles étant présentées en itinérance.

## Site et architecture

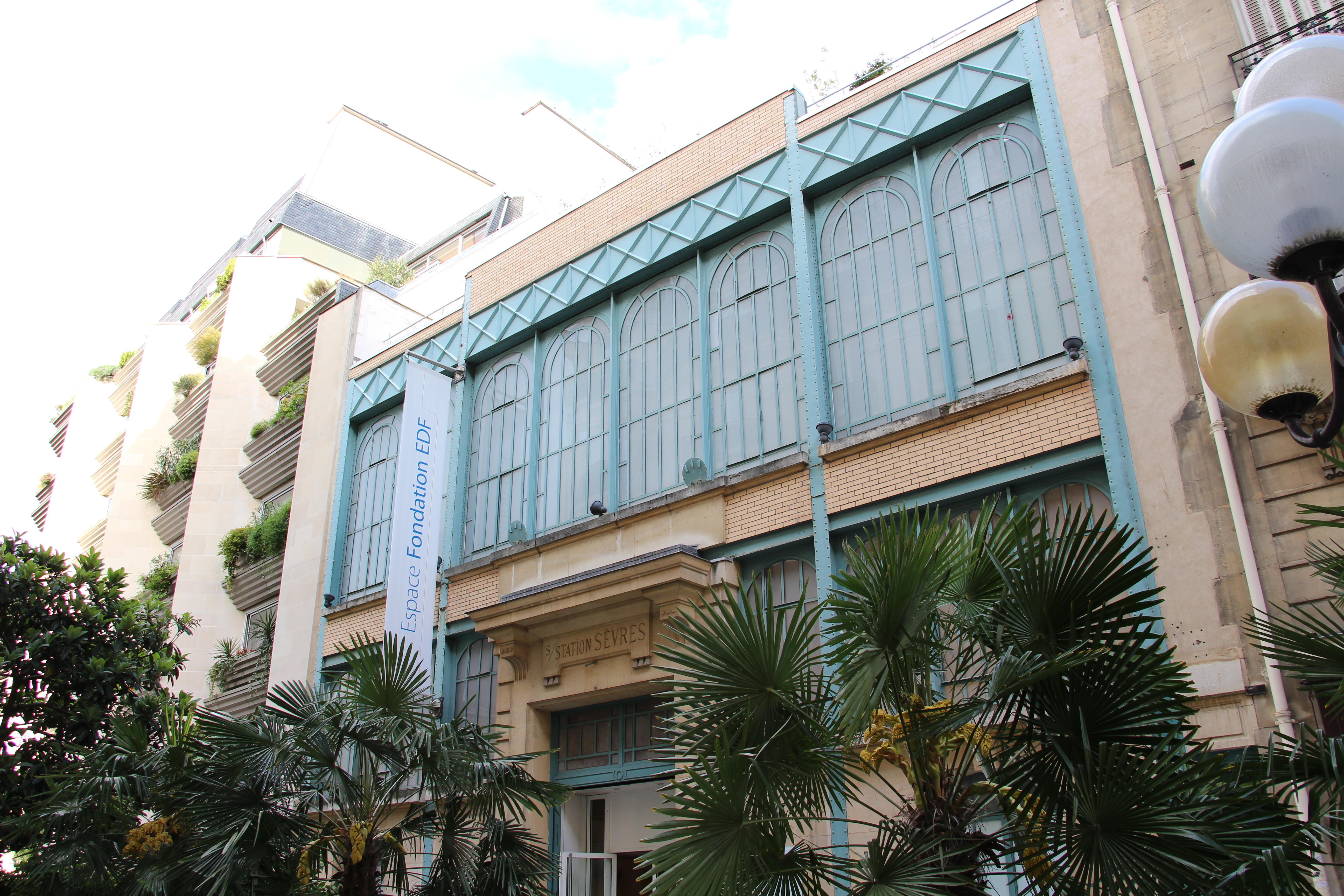
Siège de la Fondation groupe EDF.

La Fondation est située 6 rue Juliette-Récamier à Paris, dans une ancienne sous-station électrique érigée en 1910. Cet espace accueille des expositions temporaires abordant diverses thématiques sociétales à travers les œuvres d'artistes contemporains.
La sous-station électrique, construite en 1910 par l’architecte Paul Friesé, était une composante importante de l’époque de l’électrification de Paris. Elle abritait des transformateurs qui fournissaient de l'électricité à la ville et au métro parisien. Le bâtiment, souvent qualifié de « cathédrale industrielle », possède une façade classée et se distingue par sa structure en charpentes métalliques apparentes et ses grandes surfaces vitrées. 

## Missions et Mécénat
La Fondation groupe EDF est l'instrument principal de mécénat du Groupe EDF. Elle soutient des projets d'intérêt général initiés par la société civile par le biais de financements, de l'engagement des salariés et de la réalisation d'actions culturelles. Son action se déploie en France et à l'international dans le cadre d'un programme d'action pluriannuel.
Depuis 2024, son mandat « Éclairons les avenirs » vise à soutenir des projets en France et à l'international qui favorisent l'expression du potentiel individuel et la promotion d'une société plus responsable.

## Action Culturelle
La Fondation groupe EDF organise des expositions, gratuites et accessibles à tous les publics. Elle aborde des sujets de société à travers des expositions en résonance avec ses domaines d'intervention, mettant en avant le regard et les créations d'artistes contemporains :
- 2014 - 2015 :  Street Art - L'innovation au cœur d'un mouvement
- 2015 :  Pol Bury
- 2015–2016 :  Climats artificiels
- 2015 :  Image Electrique - Regards sur le Rhin
- 2016 :  Soyons Ouf !
- 2016 :  70 ans EDF
- 2016 :  Electrosound – du lab au dancefloor
- 2017 :  Game, le jeu vidéo à travers le temps
- 2017 :  Jeune Création
- 2017-2018 :  La Belle Vie numérique !
- 2018 :  1,2,3 Data
- 2018-2019 :  Erwin Redl – Light matters, une immersion dans la lumière
- 2018 :  Erwin Redl – Light matters, une immersion dans la lumière
- 2018 :  Coup de Foudre – Fabrice Hyber et Nathalie Talec
- 2019-2020 :  Black Bamboo – Nils-Udo
- 2020 :  Courants Verts – Créer pour l’environnement
- 2021–2022 :  Fake News : Art, Fiction, Mensonge
- 2022-2023 :  Faut-il voyager pour être heureux ?
- 2024 :  Demain est annulé… de l’art et des regards sur la sobriété
- 2025 :  Ce que l'horizon promet
- 2025 :  Ames Vertes à la Friche Belle de Mai

Certaines expositions sont également devenues itinérantes et ont été accueillies par des institutions culturelles en région. Comme l’exposition Fake news : art, fiction, mensonge, qui s’est associée au CLEMI (Centre pour l’Éducation aux Médias et à l’Information), service de réseau Canopé, en charge de l’Éducation aux Médias et à l’Information (ÉMI) dans l’ensemble du système éducatif français.
Pour rendre ses expositions accessibles à un plus grand nombre, la Fondation propose certaines expositions en visite virtuelle, telles que l'exposition Faut-il voyager pour être heureux ?.
Dans le cadre de son mandat « Éclairons les avenirs », la Fondation inaugure une programmation culturelle enrichie et complémentaire « Dans(e) la lumière ». Celle-ci s’articule autour d’une sélection d’« œuvres-lumières » issues de sa collection, forte d’une centaine de pièces, ainsi que de performances mêlant danses urbaines et contemporaines. À cette occasion, des artistes (Carolyn Carlson, Marion Motin, Ballet Preljocaj Junior...) sont invités à proposer des créations en lien avec la lumière.
Destinée à tous les publics, cette programmation accorde une attention aux associations partenaires de la Fondation ainsi qu’aux publics éloignés de l’offre culturelle. Une médiation spécifique est déployée afin de faciliter le dialogue entre les œuvres, les artistes et les spectateurs.

## Gouvernance
La gouvernance de la Fondation est organisée autour de quatre instances décisionnelles : le conseil d'administration, le comité de sélection France, le comité de sélection international et les comités territoriaux en région. Le conseil d'administration est présidé par Bernard Fontana, président-directeur général du groupe EDF depuis 2025. Ce conseil définit les orientations et principes de fonctionnement de la Fondation.
Alexandre Perra a été nommé délégué général de la Fondation groupe EDF le 8 décembre 2023.